# Mailhoc
Mailhoc är en kommun i departementet Tarn i regionen Occitanien i södra Frankrike. Kommunen ligger i kantonen Albi-Nord-Ouest som tillhör arrondissementet Albi. År 2022 hade Mailhoc 309 invånare.

## Befolkningsutveckling
Antalet invånare i kommunen Mailhoc
| Referens: INSEE |